# Zarethan
Zarethan ist eine in der Bibel erwähnte Ortschaft im Jordantal.
Die erste Erwähnung findet sich in Jos 3,16 , wonach sich das Wasser des Jordan „bei der Stadt Adam, die in der Nähe von Zarethan liegt“, zu einem Damm aufrichtete und dem Volk die Durchquerung des Flusses ermöglichte. Später, in 1 Kön 7,46 , wird davon berichtet, dass während Salomos Regierungszeit „zwischen Sukkoth und Zarethan“ von Ḥīrām kupferne Gusserzeugnisse in Tonformen hergestellt wurden. Der Parallelbericht in 2 Chr 4,17  legt nahe, dass es sich bei der Ortsbezeichnung Zeredah um eine andere Schreibweise für Zarethan handelt. 